# 서울 흥천사 금동천수관음보살좌상
서울 흥천사 금동천수관음보살좌상(-- 興天寺 金銅千手觀音菩薩坐像)은 대한민국 서울특별시 성북구 돈암동에 소재한 사찰 흥천사에 있는 고려 말 조선 초의 불상이다.
2015년 12월 31일 대한민국의 보물로 지정 예고를 거쳐, 2016년 2월 22일 보물로 지정되었다.

## 개요
흥천사 금동천수관음상은 현재 국내에 현전하는 매우 희귀한 42수 천수관음상으로, 1894년에 작성된 「삼각산흥천사사십이수관세음보살량시주」(三角山興天寺四十二手觀世音菩薩佛糧施主) 현판기록을 통해 적어도 19세기부터는 흥천사에 봉안되었던 것으로 보인다. 제작연대는 정확하게 알 수는 없지만 얼굴 모습이라든가 비례, 영락, 잘록한 허리 등의 형식 및 양식적인 특징에서 고려에서 조선 초에 걸쳐 제작된 작품으로 판단된다.
천수관음은 많은 손과 다양한 지물로 모든 중생을 고통에서 벗어나 행복하고 편안한 생활로 이끌어 주며 동시에 호국적 성격이 강한 원력을 가진 보살상이다. 한국에서 천수관음 신앙은 신라 후기에 관련 경전이 수용된 이후 널리 유행하였고, 고려 시대의 문헌기록에는 천수경이라든지 천수관음상 제작에 대한 기록이나 발원문이 전한다. 이에 따라 천수관음보살상의 조성도 다수 이루어졌을 것으로 추정되나 현전하는 작품은 고려 후기의 것으로 추정되는 국립중앙박물관 소장 금동천수관음보살좌상, 파리 국립기메동양미술관의 금동천수관음보살상, 그리고 그림으로 호암미술관 천수관음보살도 등 극히 드물다. 따라서 흥천사 천수관음상은 고려 말 조선 초에 제작된 천수관음보살상의 매우 드문 작품 사례로 천수관음 도상 및 관음신앙 연구에 조각사적 가치가 크다.

## 참고 자료
- 서울 흥천사 금동천수관음보살좌상 - 국가유산청 국가유산포털